# Марко Томић
Марко Томић (Приштина, 28. октобра 1991) српски је фудбалер који тренутно наступа за Дубочицу.

## Каријера
Томић је фудбал тренирао у локалном Јастрепцу и Ниша, а у Раднички је прешао као кадет. Ту је започео и сениорску каријеру, а затим је у наредном периоду наступао за сурдулички Радник и Синђелић у Српској лиги Исток. У Раднички се вратио 2014. године за који је дебитовао у Суперлиги Србије током такмичарске 2014/15. Краћи период провео је у Чукаричком после чега је поново био у саставу Радничког. Почетком 2018. потписао је за Жалгирис, за који је наступао до краја наредне године. Кратко је био члан Иртиша из Павлодара, а у крушевачки Напредак стигао је из Алашкерта. Уговор са Напретком истекао му је у јуну 2022. У јануару 2023. потписао је за Паневежис. Неколико месеци провео је у лучанској Младости одакле је прешао у Дубочицу.

## Трофеји и награде

### Клупски
Раднички Ниш
- Српска лига Исток : 2010/11.[17]

Жалгирис
- Куп Литваније у фудбалу : 2018. [][18]

### Појединачно
- A лига Литваније у фудбалу 2018 : тим сезоне[19]